# Teateråret 1963

## Händelser

### Januari
- 14 januari - Ingmar Bergman utnämns till chef för Dramaten i Stockholm efter Karl Ragnar Gierow [1].

### Okänt datum
- Kungliga Dramatiska Teatern 175-årsjubilerar.
- Svenska Akademien instiftar sitt teaterpris.
- Göran Gentele utnämns till chef för Kungliga Operan i Stockholm
- Miss Julie (Fröken Julie) spelas på Cort Theatre Broadway
- Bristol Old Vic blir självständigt från moderteatern Old Vic[2]
- Povel Ramel turnerar i Sverige med knäpp upp-gänget [3].

## Priser och utmärkelser
- O'Neill-stipendiet tilldelas Georg Rydeberg
- Thaliapriset tilldelas Toivo Pawlo

## Årets uppsättningar

### Okänt datum
- Hans Alfredson och Tage Danielssons revy Konstgjorda Pompe har premiär på Gröna Lund i Stockholm.

## Avlidna
- 14 april – Anna Borg, 59, dansk-isländsk skådespelare.